# Xestoleptura nigroflava
Xestoleptura nigroflava — жук из семейства усачей и подсемейства Усачики. Этот вид возможно является одним из самых скрытных усачей. Первый образец добыт в Румынии (в горах Cibinului) и ему было дано название Grammoptera nigroflava Фюсом (Füss) в 1852 году. Второй образец был добыт чешским энтомологом поблизости от первого в горах Lotrului. Но до сих пор неизвестна его классификация, хотя на данный момент он внесён в трибу Lepturini и подсемейство усачиков.